# کریس برن (بازیکن فوتبال)
کریس برن (انگلیسی: Chris Byrne؛ زادهٔ ۹ فوریهٔ ۱۹۷۵) بازیکن فوتبال اهل بریتانیا است.
از باشگاه‌هایی که در آن بازی کرده‌است می‌توان به باشگاه فوتبال مکلسفیلد تاون، باشگاه فوتبال استوک‌پورت کانتی، و باشگاه فوتبال ساندرلند اشاره کرد.